# Zabezpečení motorových vozidel
Zabezpečení motorových vozidel představují technické systémy, které chrání motorová vozidla zejména proti krádeži, případně i proti jiným poškozením.
Mezi tyto prostředky patří například: 
- Mechanické zámky dveří vozidel
- Centrální zamykání, které zahrnuje řídicí jednotku a dveřní ovladače. Ovládání může být elektrickomechanické nebo elektropneumatické.
- Imobilizér (např. Transpondér, Keyless-go)
- Poplašné zařízení s detektory otevření dveří, otřesů, náklonu, příp. s ultrazvukovým nebo infračerveným prostorovým detektorem
- Družicový systém (GPS zabezpečení vozidel), který umožňuje sledovat polohu odcizeného vozidla

## Hlavní rozdělení zabezpečení motorových vozidel
- Mechanické zábranné prostředky (mechanické zámky dveří, zamykání zpátečky)
- Elektronické zábranné prostředky (imobilizér, autoalarmy)
- Vyhledávací systémy (GPS zabezpečení vozidel)
- Identifikační systémy (pískování skel)